# Central European Political Science Review
A Central European Political Science Review (rövidítve:CEPSR) egy Magyarországon szerkesztett és kiadott angol nyelvű folyóirat. Megjelenik negyedévenként.  Szerkesztője Simon János, kiadja a CEPOLITI Alapítvány. ISSN 1586-4197 977158649005. Webcímei: cepsr.hu vagy cepoliti.eu. Kontaktcím: CEPoliti Review Ltd.
H-1084 Budapest, Német utca 9-11.

## Története
A folyóirat 2000-ben indult. A legutolsó szám 2019-ben a Vol. 20. No.  75.

## A szerkesztőbizottság  tagjai (2019)
- Barbu, Daniel: University of Bucharest
- Czesnik, Mikolaj: Institute for Political Studies of PAN
- Fabó Edit: World Complexity Science Academy
- Guogis, Arvydas: University Mykolas Romeros, Lithuania
- Kiss Gy. Csaba: University of Warsaw
- Meseznikov, Grigorij: Institute for Public Affairs
- Pop, Lia Maria: University of Oradea
- Richova, Blanka: Prague University of Economics
- Szabó Máté: University ELTE, Budapest, Hungary
- Szilágyi István: University of Janus Pannonius, Hungary
- Varga Csaba: Pázmány Péter Katolikus Egyetem

## Szerzői
- Ódor Bálint